# Ho-Pin Tung
Ho-Pin Tung, né le 4 décembre 1982 à Velp, aux Pays-Bas, est un pilote automobile sino-néerlandais.

## Biographie

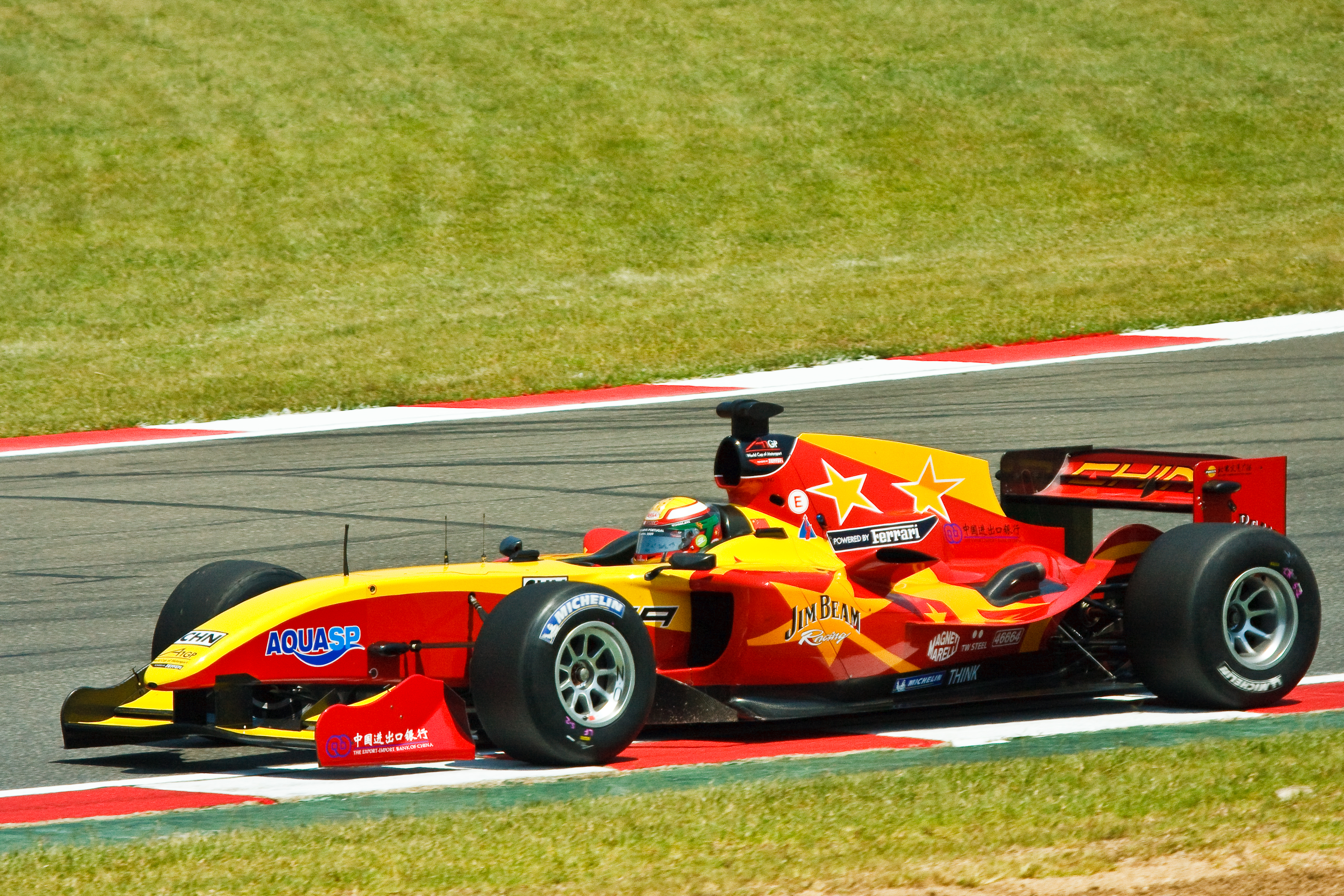
Ho-Pin Tung en A1 Grand Prix à Kyalami en 2009

Né et élevé aux Pays-Bas, Ho-Pin Tung commence sa carrière à l'adolescence en disputant divers championnats locaux de karting. En 2003, il part en Chine pour participer au championnat inaugural de Formule BMW asiatique. Aisément titré, il décroche en récompense de son succès un test en Formule 1 pour le compte de l'écurie Williams-BMW, devenant ainsi le tout premier pilote chinois (bien que néerlandais de naissance, Tung a choisi de faire carrière sous la nationalité chinoise) à piloter une F1. Dans un pays qui s'éveille tout juste au sport automobile, le premier GP de Chine de Formule 1 n'aura lieu qu'en 2004, soit un an plus tard, il s'agit d'un événement d'une portée considérable ; Tung apparaissant alors en gros titres des médias nationaux.
En 2004, Tung retourne en Europe pour y disputer la Coupe d'Allemagne de Formule 3. Auteur de bon débuts, il progresse régulièrement et finit par décrocher le titre en 2006 pour sa troisième saison dans la discipline. Après avoir participé à plusieurs épreuves de la saison 2006-2007 de A1 Grand Prix, Ho-Pin Tung dispute en 2007 le championnat GP2 Series au sein de l'équipe BCN Competicion. En 2008, il quitte BCN Competicion pour Trident Racing, écurie avec laquelle il dispute les championnats GP2 Series et GP2 Asia Series. En 2009, Tung entame la Superleague Formula avec l'Atlético Madrid et finit la saison avec Galatasaray. La même année, il effectue des essais en Formule 1 avec le Renault F1 Team sur le circuit permanent de Jerez,. Il signe un contrat avec le Renault F1 Team en tant que pilote d'essais pour le Championnat du monde de Formule 1 2010.
En 2014, il court dans le championnat de Formule E FIA de monoplaces électriques. Il pilote pour l'écurie sino-espagnole NEXTEV TCR avec pour coéquipier Nelson Angelo Piquet : il dispute quatre courses sur les onze de la saison
En 2015 il participe a l'Asian le Mans Series avec l'équipe David Cheng Racing en LMP3 au volant d'une Ligier JSP3.
En 2016 il participe au WEC et aux 24 heures du Mans avec l'écurie Baxi DC Racing Alpine et prend part a l'Asian le Mans Series dans le team Jackie Chan DC Racing en LMP2.

## Divers
Il parle néerlandais, mandarin et anglais.

## Résultats

### GP2 Series
| Saison | Écurie          | Courses disputées | Pole positions | Victoires | Points inscrits | Classement |
| 2007   | BCN Competicion | 21                | 1              | 0         | 4               | 24e        |
| 2008   | Trident Racing  | 20                | 0              | 0         | 7               | 18e        |

### GP2 Asia Series
| Saison | Écurie         | Courses disputées | Pole positions | Victoires | Points inscrits | Classement |
| 2008   | Trident Racing | 10                | 0              | 0         | 1               | 21e        |

## Résultats aux 24 heures du Mans
| Année | Équipe                | Voiture      | Équipiers                           | Résultat |
| ----- | --------------------- | ------------ | ----------------------------------- | -------- |
| 2013  | KCMG                  | Morgan LMP2  | Alexandre Imperatori Matthew Howson | Abandon  |
| 2014  | OAK Racing Team Asia  | Ligier JS P2 | David Cheng Adderly Fong            | 12e      |
| 2015  | Pegasus Racing        | Morgan LMP2  | Léo Roussel David Cheng             | 19e      |
| 2016  | Baxi DC Racing Alpine | Alpine A460  | David Cheng Nelson Panciatici       | Abandon  |
| 2017  | Jackie Chan DC Racing | Oreca 07     | Thomas Laurent Oliver Jarvis        | 2d       |
| 2018  | Jackie Chan DC Racing | Oreca 07     | Gabriel Aubry Stéphane Richelmi     | 10e      |
| 2019  | Jackie Chan DC Racing | Oreca 07     | Gabriel Aubry Stéphane Richelmi     | 2d       |